# スーザン・ピット
スーザン・ピット（Suzan Pitt、1943年7月11日 - 2019年6月16日）は、アメリカ合衆国のアニメーター、画家。そのシュルレアリスティックで心理学的なアニメ映画や絵画は世界中で高く評価されている。日本での人気も高く、2019年に亡くなった時は追悼上映が開かれた。

## 経歴
ミズーリ州カンザスシティの生まれ。1965年、クランブルック・アカデミー・オブ・アートを卒業し、学士（BFA）を取得。1960年代後半にはニューヨークを拠点に、8mmカメラでカットアウト・アニメーションの実験を始め、1970年、最初の短編映画『Bowl, Garden, Theatre, Marble Game』を発表する。
4年の歳月を費やし代表作『アスパラガス』を完成、1979年、ホイットニー美術館でインスタレーションの一部として上映する。このインスタレーションでは他に、映画で使用した映画館の模型やドローイングも展示された。『アスパラガス』はデヴィッド・リンチの『イレイザーヘッド』とともに2年にわたってミッドナイトムービーで上映された。
1976年にはハーバード大学でジョン・ケージとのコラボレーション、1980年にはヴェネツィア・ビエンナーレで大規模なマルチメディアの展示を行う。
1980年代にはドイツのヘッセン州立劇場で上演された『魔笛』（1983年）、ハンブルク州立歌劇場で上演された『ファウストの劫罰』（1988年）など、複数の演劇のプロジェクトにかかわる。
さらにファッションも手掛けている。1984年と2016年、手描きのコートをパトリシア・フィールドを通じて販売した
受賞は数多く、2000年にグッゲンハイム・フェロー、2005年にクリエイティブ・キャピタルのMoving Image Award、さらにロックフェラー財団のフェローシップ、全米芸術基金から3度の製作補助金を受けている。
後進の指導にも熱心で、1988年から1990年代のはじめにかけて、ハーバード大学のカーペンター視覚芸術センターの准教授を務める。1988年からはロサンゼルスとタオスに居を構え、カリフォルニア芸術大学で20年近くにわたって実験映画を教えた。
2017年、ニューヨーク近代美術館で回顧展が開催。2019年にはザグレブ国際アニメーション映画祭にて生涯業績賞を受賞した。
アカデミー・ フィルム・アーカイブは『ジョイ・ストリート』、『アスパラガス』、ホイットニー劇場のCMアニメ、『Crocus』、『Bowl, Garden, Theatre, Marble Game』などを保存している。

## フィルモグラフィ
- Bowl, Garden, Theatre, Marble Game – 1970 (16mm、カラー、7分)
- Crocus – 1971 (16mm、カラー、7分)
- A City Trip – 1972 (16mm,、カラー、3分)
- Cels – 1972 (16mm、カラー、6分)
- Whitney Commercial – 1973 (16mm、カラー、3分)
- ジェファーソン・サーカス・ソング Jefferson Circus Songs – 1973 (16mm、カラー、16分)
- アスパラガス Asparagus – 1979 (35mm、カラー、18分)
- ジョイ・ストリート Joy Street – 1995 (35mm、カラー、24分)
- エル・ドクトール El Doctor – 2006 (35mm、カラー、23分)
- VISITATION Visitation – 2011 (デジタル (16mmから)、白黒、8分50秒)
- ピンボール Pinball – 2013 (デジタル、カラー、7分)